# Południowa Afryka na Letniej Uniwersjadzie 2007
Republikę Południowej Afryki na Letniej Uniwersjadzie w Bangkoku reprezentowało 120 zawodników. Południowoafrykańczycy zdobyli cztery medale (1 złoty, 2 srebrne, 1 brązowy).

## Medale

### Złoto
- Petrus Koekemoer - lekkoatletyka, 400 metrów przez płotki

### Srebro
- Leigh Julius - lekkoatletyka, 200 metrów
- Johannes Dreyer, Leigh Julius, Hendrik Kotze, Snyman Prinsloo - lekkoatletyka, sztafeta 4x400 metrów